# Ontronik Khachaturian
Ontronik „Andy“ Khachaturian (* 4. května 1975 Teherán) je americký metalový bubeník

## Biografie
Ontronik se narodil v Los Angeles Íránsko-arménským rodičům. Ve Spojených státech žije dodnes. Byl jeden ze zakládajících členů skupiny Soil, která se potom změnila na System of a Down. Znal se s členy skupiny, chodili spolu do školy v Los Angeles. Ze skupiny odešel po nahrání třetího dema. Jeho místo zaujal John Dolmayan.
Následně se stal členem skupiny The Apex Theory, kterou opustil v listopadu roku 2002, kvůli rozličným názorům na styl hudby, kterou hráli. Od roku 2005 hraje ve skupině VoKee a má také sólový projekt "Ontronik". Souběžně také spolupracuje s Drydenem Mitchellem z Alien Ant Farm a Gavinem Hayesem z Dredg.

## Diskografie

### System of a Down
- 1995: Untitled 1995 Demo Tape
- 1995: Demo Tape 1
- 1996: Demo Tape 2
- 1997: Demo Tape 3

### The Apex Theory
- 2000: Extendemo
- 2001: The Apex Theory
- 2002: Topsy-Turvy

### VoKee
- 2005: Pre-Motional Songs
- 2006: Riding the Walls